# Liste des maires de Cannes

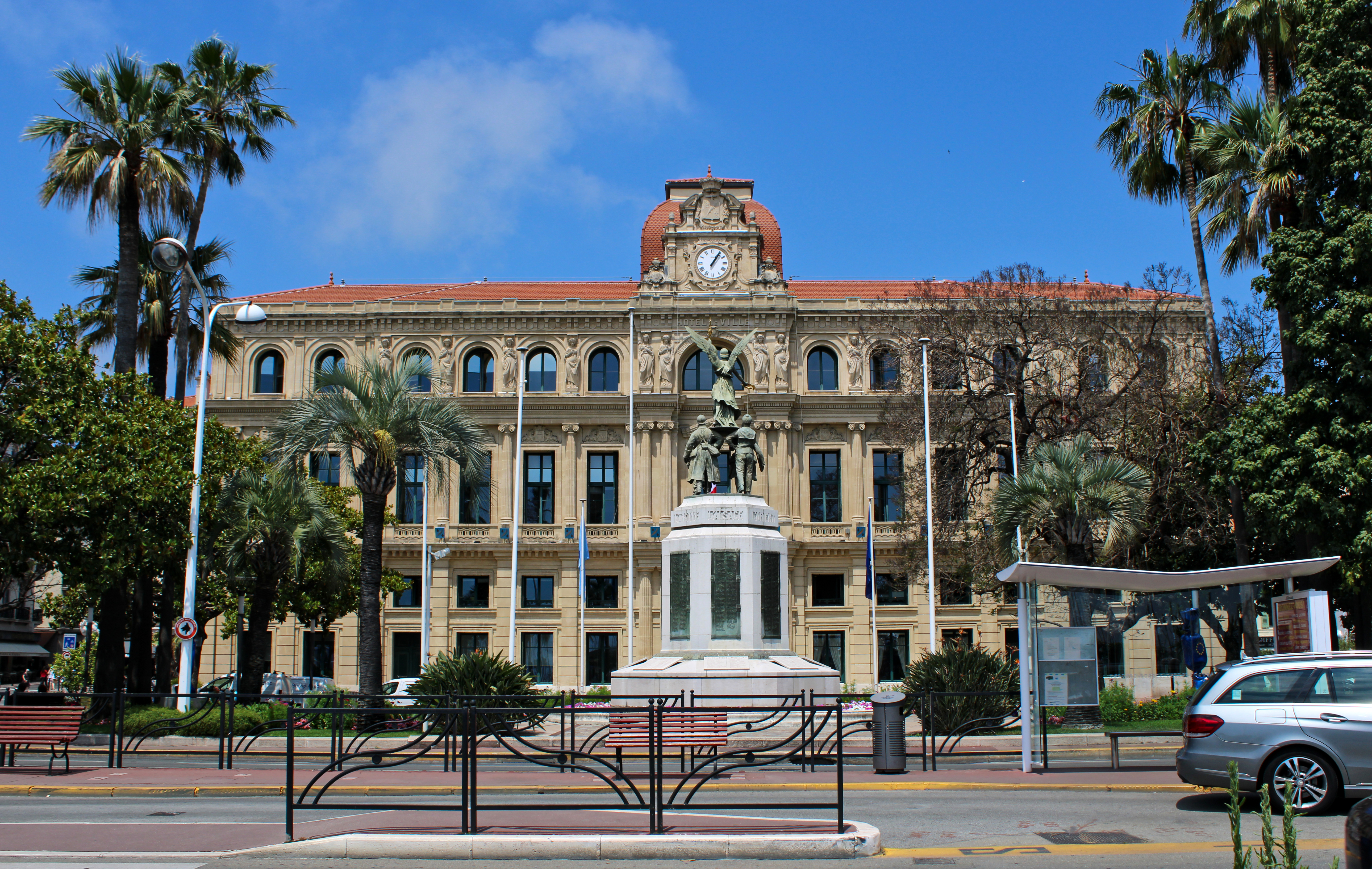
L'hôtel de ville de Cannes.

La liste des maires de Cannes donne les nom et date d'élection des maires successifs de la ville de Cannes depuis 1700,.

## Maires de Cannes

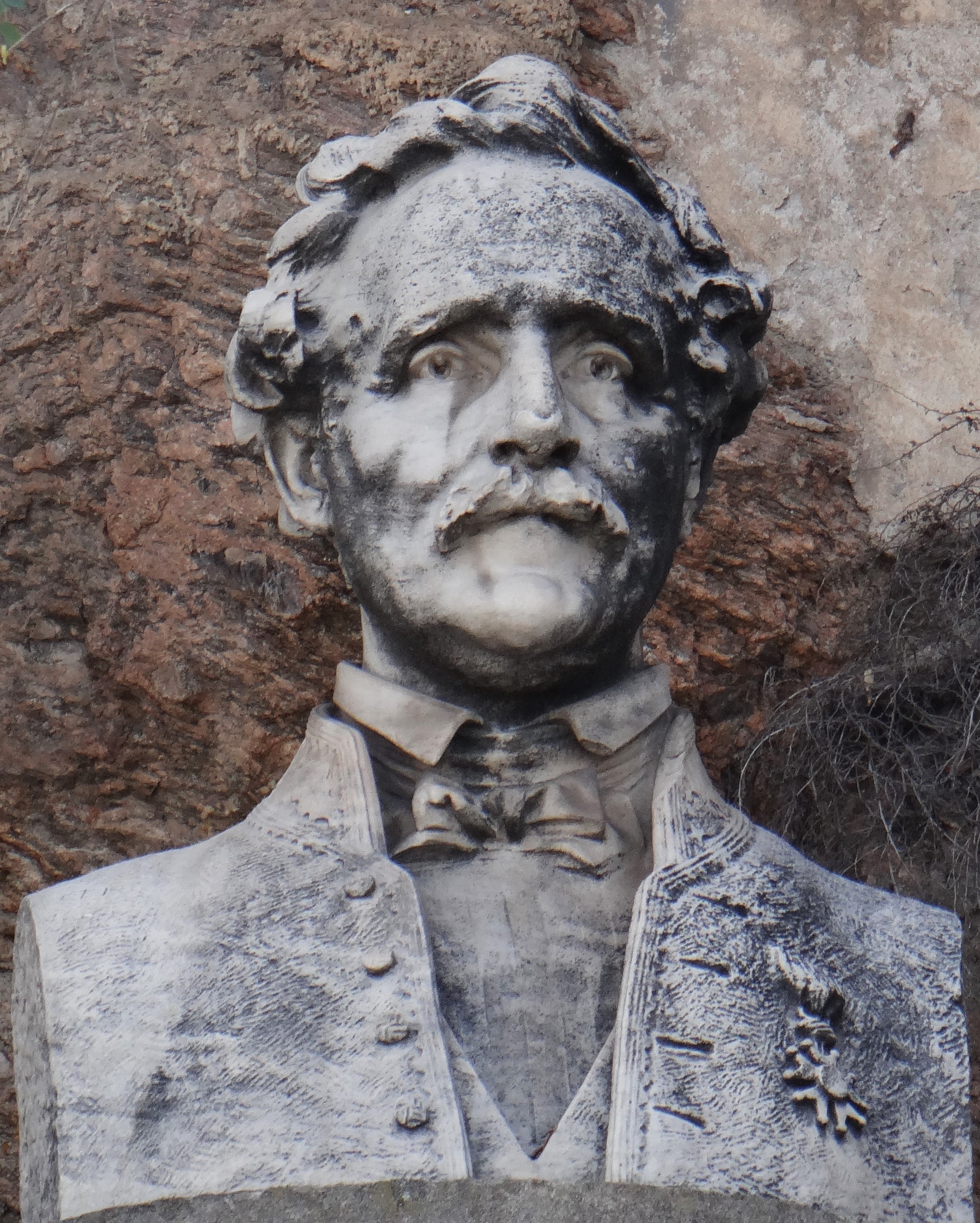
Buste de Donat-Joseph Méro, maire de Cannes de 1865 à 1874. Œuvre de Denys Puech érigée rue du Mont-Chevalier au Suquet.

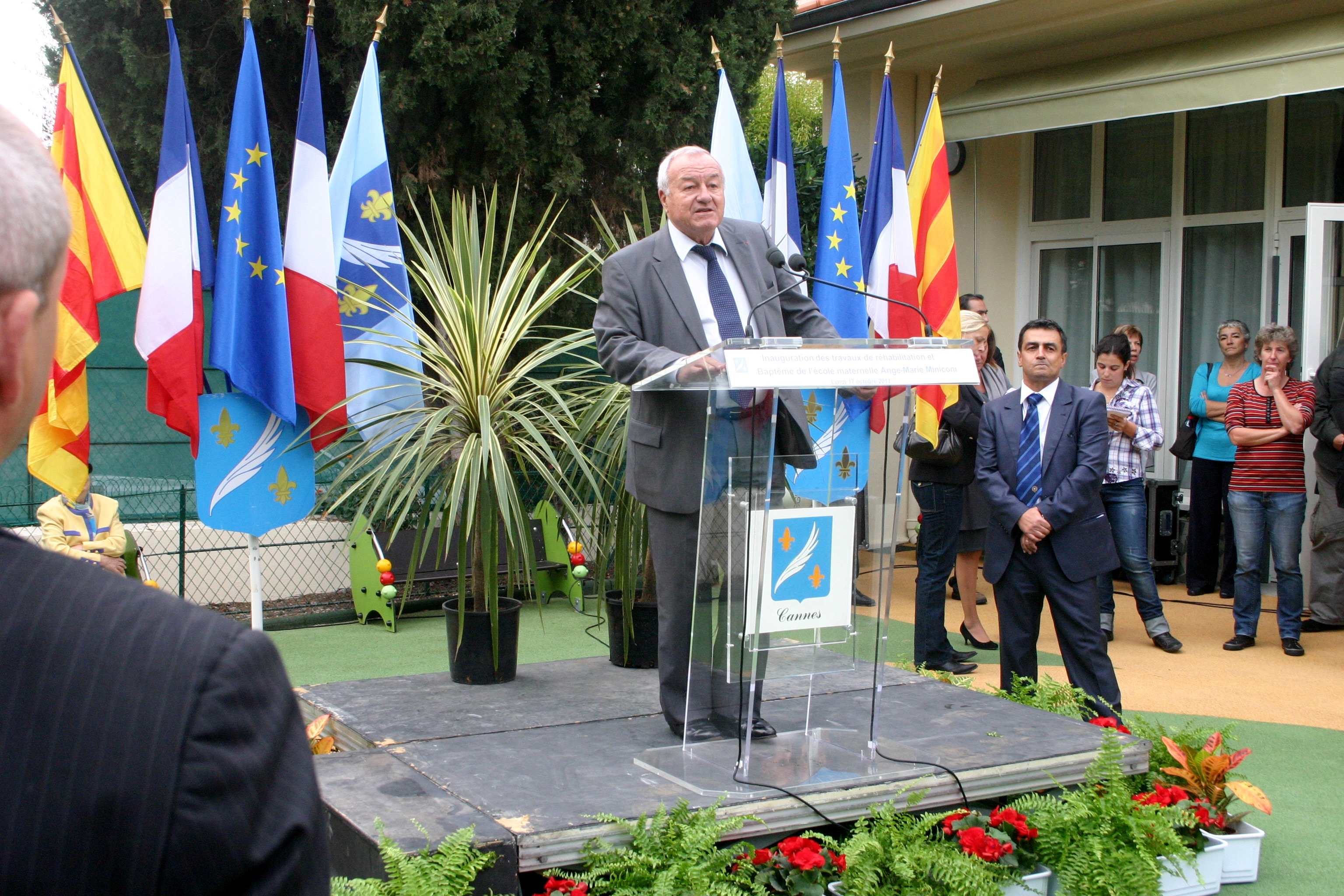
Bernard Brochand lors de l'inauguration de l'école Ange-Marie Miniconi en 2011.

| - 1700 : Esprit Riouffe - 1706 : Andre Jaume, notaire royal - 1775 : Jean-Baptiste de Riouffe, Commissaire des guerres - 1789 : Esprit Violet - 1792 : Jean-Baptiste Fery - 1793 : ? - 1800 : Jean-Baptiste Fery - 1801 : Honoré Gras - 1802 : Jean-Baptiste Achard - 1806 : Barthélémy Preyre - 1812 : François-Augustin Poulle, notaire - 1816 : Louis-Jean-Charles Hibert, propriétaire - 1819 : Pierre-Victor Rostan, capitaine - 1826 : Honoré Lecerf - 1830 : Antoine Vidal, négociant - 1831 : Victor Gras - 1834 : Gaspard-Honoré Rouaze - 1839 : Jean-Baptiste Raybaud - 18.. : Gazan de Grasse - 1848 : Pierre-Joseph-Barthélemy Barbe, négociant - 1861 : Joseph-Louis Le Goff, écrivain de Marine - 1865 : Donat-Joseph Mero | - 1870 : Auguste Borniol, avocat - 1871 : Donat-Joseph Mero - 1874 : Jean-Baptiste Girard - 1878 : Eugène Gazagnaire - 1882 : Eugène Gazagnaire - 1895 : Jean Hibert, avocat, conseiller général - 1902 : André Capron, RP, député - 1910 : Simon Augier - 1910 : Joseph Gazagnaire, entomologiste - 1912 : André Capron, FR, Député - 1914 : Louis Vial, notaire - 1916 : André Capron - 1929 : Louis Vial, notaire - 1932 : Benoît Baun - 1932 : Jean Gazagnaire, médecin - 1935 : Pierre Nouveau - 1937 (avril) : Pierre Nouveau - 1940 : Antoine Blanchardon, notaire - 1943 : René Pilatte, président de la délégation spéciale - 1944 : Raymond Picaud, président de la délégation municipale |

### Gouvernement provisoire et Quatrième République (1944-1958)
| N° | Nom | Nom                 | Parti | Début du mandat | Fin du mandat |
| -- | --- | ------------------- | ----- | --------------- | ------------- |
| 1  |     | Raymond Picaud      | SE    | 13 mai 1945     | 1947          |
| 2  |     | Jean-Charles Antoni | RPF   | 1947            | 1953          |
| 3  |     | Pierre Nouveau      | AF    | 1953            | 14 mars 1959  |

### Cinquième République (depuis 1958)
Une élection municipale partielle eut lieu en 1968, à la suite de la démission de Bernard Cornut-Gentille, amenant à l'élection d'André Vouillon.
Une élection municipale partielle eut lieu en 1997, à la suite de la démission de Michel Mouillot mis en examen, amenant à l'élection de Maurice Delauney.
| N° | Nom | Nom                      | Parti         | Début du mandat | Fin du mandat   |
| -- | --- | ------------------------ | ------------- | --------------- | --------------- |
| 1  |     | Bernard Cornut-Gentille  | Centre gauche | 15 mars 1959    | juin 1968       |
| 2  |     | André Vouillon           | SE            | 2 août 1968     | mars 1971       |
| 3  |     | Bernard Cornut-Gentille  | UNR           | mars 1971       | mars 1978       |
| 4  |     | Georges-Charles Ladevèze | DVD           | 29 mars 1978    | 12 mars 1983    |
| 5  |     | Anne-Marie Dupuy         | RPR           | 13 mars 1983    | 18 mars 1989    |
| 6  |     | Michel Mouillot          | PR, UDF       | 19 mars 1989    | 13 février 1997 |
| 7  |     | Maurice Delauney         | RPR           | 13 février 1997 | 18 mars 2001    |
| 8  |     | Bernard Brochand         | RPR, UMP      | 18 mars 2001    | 5 avril 2014    |
| 9  |     | David Lisnard            | UMP, LR       | 5 avril 2014    | En cours        |